# Kaaper
Kaaper vagy Ka’aper (nevének jelentése: „aki jól el van látva kával”) ókori egyiptomi írnok és pap, aki a IV. dinasztia uralkodásának végén, az V. dinasztia elején élt, i. e. 2500 körül. Nem töltött be túl magas pozíciót, de fából faragott szobrának köszönhetően ma is jól ismert.
Életéről keveset tudni; viselte a „felolvasópap” és „a király seregének írnoka” címet, utóbbi minőségében talán köze volt a Palesztina vidékére folytatott hadjáratokhoz. Szakkarai masztabasírját, a Szakkara C8 jelű sírt Auguste Mariette fedezte fel, Dzsószer lépcsős piramisától északra. Az ásatáson dolgozó egyiptomi munkások találták meg a szobrot, amelynek realizmusa lenyűgözte őket; ők nevezték el Sejk el-Belednek, azaz falusi bírónak, valószínűleg mert hasonlított településük vezetőjére. A szobor, mely ma a kairói Egyiptomi Múzeumban található (katalógusszám: CG 34), 112 cm magas, szikomorfából (Ficus sycomorus) készült, és a testes Kaapert állva ábrázolja, kezében bottal. Nyugodt arckifejezésű, kerek arca igen életszerű, köszönhetően kristályból és kis rézlemezkékből kirakott szemeinek; A szobrot gyakran említik a IV. dinasztia végének művészete által elért színvonal és realizmus példájaként. Ugyanebből a masztabasírból előkerült egy nő szobra is (CG 33), ő Kaaper felesége lehetett.

## Fordítás
- Ez a szócikk részben vagy egészben  a   Kaaper című angol Wikipédia-szócikk ezen változatának fordításán alapul.  Az eredeti cikk szerkesztőit annak laptörténete sorolja fel. Ez a jelzés csupán a megfogalmazás eredetét és a szerzői jogokat jelzi, nem szolgál a cikkben szereplő információk forrásmegjelöléseként.

## További irodalom
- Vandersleyen, Claude I. (1983). „La Date du Cheikh el-Beled”. Journal of Egyptian Archaeology 69, 61-65. o.